# 江戸川区立鹿骨中学校
江戸川区立鹿骨中学校（えどがわくりつ ししぼねちゅうがっこう）は、東京都江戸川区鹿骨二丁目にある公立中学校。
近くに柴又街道が通っており、篠崎公園も近い。

## 沿革
- 1978年 - 開校、初代校長奥村敏雄着任

## 所在地
- 東京都江戸川区鹿骨二丁目12番1号
- JR小岩駅より

京成バス小73江戸川スポーツランドまたは江戸川清掃工場行き「小岩消防署前」バス停下車徒歩1分
- 新小岩駅より

京成バス新小71 江戸川スポーツランドまたは瑞江駅行き「前沼橋｣バス停下車徒歩5分
- 都営新宿線篠崎駅より徒歩15分

## 部活動一覧
運動部
- サッカー
- 野球
- ソフトボール
- バドミントン
- バレーボール
- 卓球
- ハンドボール

文化部
- 吹奏楽
- 家庭科
- 美術
- 文芸
- パソコン
- 英語

## その他
- 平成18年度、平成19年度の吹奏楽部が東京都吹奏楽連盟主催東京都中学校吹奏楽コンクールにて二年連続金賞を受賞。また同連盟主催アンサンブルコンテストにおいても木管八重奏で金賞受賞。平成18年度には東日本吹奏楽コンクールに出場し、銀賞。
- 平成15年度の男子ハンドボール部が全国大会ベスト16、女子ハンドボール部が全国優勝。